# Taraxacum lenense
Taraxacum lenense là một loài thực vật có hoa trong họ Cúc. Loài này được Tzvelev miêu tả khoa học đầu tiên năm 1984.